# Xenobolus carnifex
Xenobolus carnifex är en mångfotingart som beskrevs av Fabricius 1775. Xenobolus carnifex ingår i släktet Xenobolus och familjen Pachybolidae. Inga underarter finns listade i Catalogue of Life.